# تقی شایگان
تقی شایگان (درگذشتهٔ ۱۶ فروردین ۱۳۲۲) موسیقی‌دان و نوازندهٔ ویلن اهل ایران بود.

## زندگی هنری
تقی شایگان در همدان متولد شد. نوازندگی ساز ویلن را ابتدا بدون استاد و سپس با راهنمایی‌های برادر بزرگش که تار می‌نواخت آغاز نمود. پس از آن نزد مدرسانِ ویلن همدان نوازندگی خود را تکمیل کرد و در مدت کوتاهی به نوازنده‌ای زبردست تبدیل شد. او در نوازندگی ویلن تحت تأثیر حالت‌ها و تکنیک‌های ساز کمانچه بود. او در دههٔ ۱۳۱۰ نوازنده‌ای متبحر در همدان بود که به اقتضای زمانه، نوازندگی ویلن را بر کمانچه مقدم دانسته و به آموزش نیز می‌پرداخت.
تقی شایگان در سال ۱۳۱۷ در تهران ساکن شد و به آموزش ویلن پرداخت. در همین زمان به همراه «ابراهیم سرخوش» نوازندهٔ تار و روح‌انگیز خواننده، قطعات متعددی را به اجرا گذاشت. از شاگردان او می‌توان به «عبدالله طالع همدانی» اشاره نمود.

## درگذشت
در سال‌هایی که بر اثر جنگ جهانی دوم بیماری تیفوس در ایران شایع شده بود و قربانیان بسیار می‌گرفت، تقی شایگان نیز به این بیماری مبتلا شد و در ۱۶ فروردین سال ۱۳۲۲∗ در منزل شخصی خود، در تهران درگذشت و در امامزاده عبدالله شهر ری به خاک سپرده شد.

## پاورقی
1. ^  در مجله مقام موسیقایی، سالِ درگذشت تقی شایگان، ۱۳۲۳ نوشته شده‌است که با منابع دیگر متفاوت است.[۵]